# 埃俄利斯区

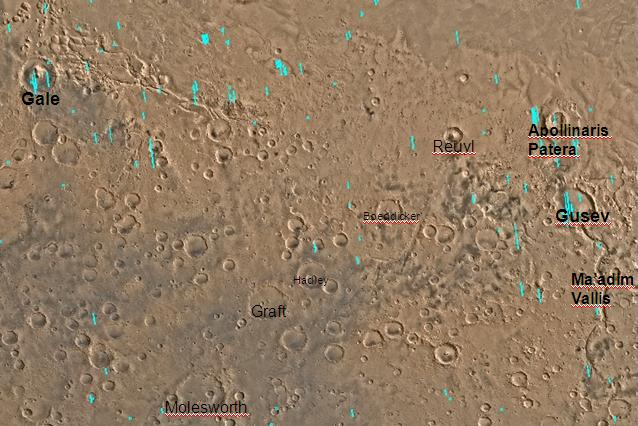
埃俄利斯区

埃俄利斯区（英語：Aeolis quadrangle）是美国地质调查局太空地质学研究计划（Astrogeology Research Program）对火星表面划分的30个区域之一，编号为MC-23。
埃俄利斯区覆盖了火星西经180°至225°、南纬0°至30°的区域。勇气号于2004年1月4日在古瑟夫撞击坑的着陆点（14.5718° S，175.4785° E）以及好奇号于2012年8月6日在盖尔撞击坑的着陆点（4.591817° S，137.440247° E）都位于该区。